# Чоловіча стать
Самець переправляється на цю статтю. 

Символ чоловічої статі

Чоловіча стать (♂) — стать організмів або частин організмів, яка продукує малі рухливі гамети, що називаються сперматозоїдами. Кожен зі сперматозоїдів може злитися з жіночою гаметою, яйцеклітиною, запліднюючи її. Організми чоловічої статі не можуть розмножуватися статевим шляхом, не маючи доступу до принаймні одної яйцеклітини, але деякі організми можуть розмножуватися як статевим, так і нестатевим шляхом.
Людей чоловічої статі називають чоловіками[джерело?], для особин чоловічої статі інших видів застосовне загальне слово самець, хоча в українській мові є чимало видів, для яких існують окремі слова для позначення особин чоловічої та жіночої статей. Чоловічу стать означають такі слова як баран, цап, лис, півень, качур, трутень тощо.

## Огляд
Існування окремих статей розвивалося незалежно в різний час і в різних філогенетичних лініях (див. конвергентна еволюція). Модель статевого розмноження дуже схожа в різних видів: в ізогамних видів із двома або більше типами спаровування з репродуктивними клітинами ідентичної форми та поведінки (але різні на молекулярному рівні), в анізогамних видів із репродуктивними клітинами, які тут називаються гаметами, чоловічого та жіночого типів і в оогамних видів, у яких жіноча гамета набагато більша за чоловічу і не має можливості пересуватися. Існує вагомий аргумент, що ця модель була зумовлена фізичними обмеженнями механізмів, за допомогою яких дві гамети можуть збиратися разом, зумовлюючи статеве розмноження.
Відповідно, стать визначається між видами за типом вироблених гамет (тобто сперматозоїди проти яйцеклітин), і відмінності між самцями і самками в одній філогенетичній лінії не завжди передбачають відмінності в іншій.
Диморфізм самців і самиць між організмами або репродуктивними органами у різних статей присутній не лише у тварин; чоловічі гамети також продукують серед інших діатомові водорості і наземні рослини. У наземних рослин диморфізм наявний не тільки в організмах та структурах, що виробляють жіночі та чоловічі гамети, але й у структурах спорофітів, з яких виростають рослини чоловічої та жіночої статі[джерело?].

## Еволюція
Еволюція анізогамії привела до еволюції чоловічих і жіночих функцій. До еволюції анізогамії типи спаровування у видів були ізогамними: однаковий розмір гамет і обидві могли рухатися, поділені лише на типи «+» або «-». В анізогамії тип спаровування називається гаметою. Чоловіча гамета менша за жіночу і зазвичай рухлива. Анізогамія залишається недостатньо вивченою, оскільки немає скам'янілостей про її виникнення. Існують численні теорії щодо того, чому вона виникла. Багато з них об'єднує те, що більші жіночі гамети мають більше шансів вижити, а менші чоловічі гамети з більшою ймовірністю знайдуть інші гамети, оскільки вони можуть пересуватися швидше. Проте сучасні моделі часто не можуть пояснити, чому ізогамія все ще залишається у кількох видів. Здається, що анізогамія багаторазово розвивалася з ізогамії; наприклад, самки Хламідомонадових (тип зелених водоростей) еволюціонували від плюсового типу спаровування. Хоча статева еволюція виникла щонайменше 1,2 мільярда років тому, відсутність анізогамних скам'янілостей ускладнює визначення часу еволюції самців. Одна з теорій припускає, що самець еволюціонував від домінантного типу спаровування (так званий мінусовий тип спаровування мінус).

## Символ і використання

### Символ
Звичним символом, який використовують на позначення чоловічої статі, є символ Марса ♂, коло зі стрілою, що вказує на північний схід. Юнікод цього символу:
U+2642 ♂ MALE SIGN (HTML &#9794;)
Символ ідентичний до символу планети Марс. Уперше для позначення статі він був використаний Карлом Лінеєм у 1751 році. Символ іноді розглядається як стилізоване зображення щита та списа римського бога. Марса. Однак, за словами Стерна, ця думка є хибною і всі історичні свідчення підтверджують «висновок французького вченого-класика Клода де Сомеза (Salmasius, 1588 – 1683)», що символ походить від грецького θρ, скороченої форми грецької назви планети Марс.

### Використання
На додаток до свого значення в контексті біології, чоловік може означати не лише стать, а й гендер або як стать електричних з'єднувачів та кріпильних виробів.

## Самці різних видів
Види, особини яких поділяються на самців та самок, класифікуються як роздільностатеві у тварин, як дводомні в насінних і як однодомні у криптограм:82.
Коли самці співіснують із гермафродитами, це називають андродієція. Вони також можуть співіснувати з самками і гермафродитами, тоді це буде триєція.

## Визначення статі

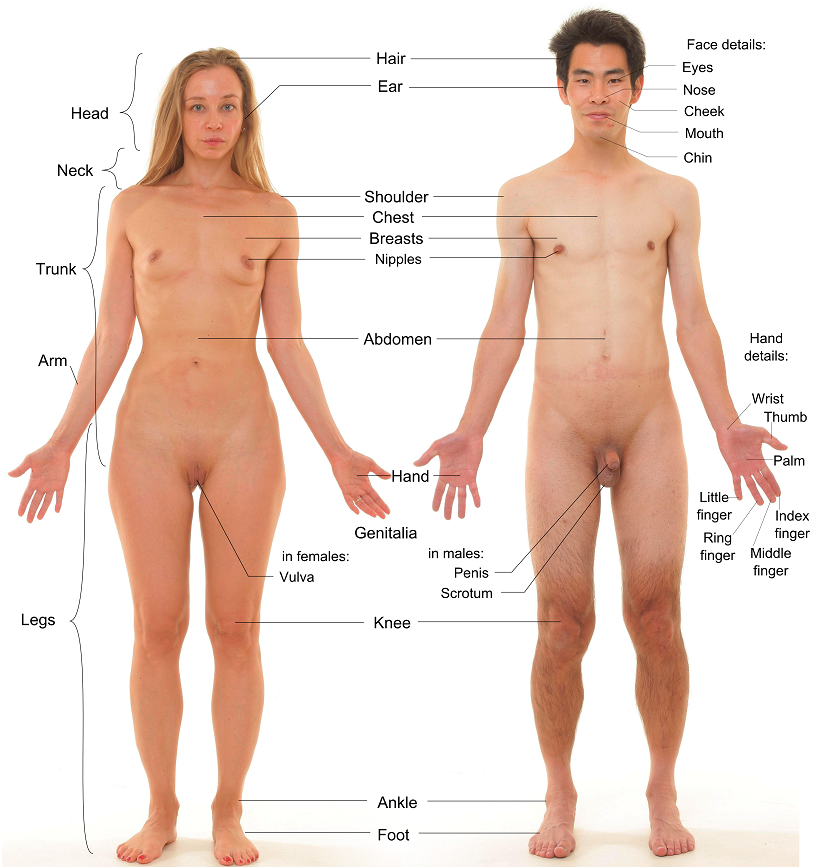
Фотографія дорослого чоловіка з дорослою жінкою для порівняння. Зверніть увагу, що в обох моделях частково поголене волосся на тілі; наприклад, чисто виголені лобкові ділянки

Стать конкретного організму може бути визначена низкою факторів. Вони можуть бути генетичними або екологічними, або можуть змінюватися природним чином протягом життя організму. Хоча більшість видів мають лише дві статі (чоловічу або жіночу), тварини-гермафродити, такі як черви, мають як чоловічі, так і жіночі репродуктивні органи.

### Генетичне визначення
Стать більшості ссавців, включно з людьми, генетично визначається XY-системою визначення статі, у якій чоловіки мають XY (проти жіночих XX) статеві хромосоми. У різних видів, включаючи людей, також можливо бути XX чоловіком або мати інший каріотип. Під час розмноження, чоловік може дати або X сперму, або Y сперму, тоді як жінка може дати лише X яйцеклітину. Y сперма і X яйцеклітина в результаті дають дитину чоловічої статі, тоді як X сперма і X яйцеклітина дають жіночої.
Частина Y-хромосоми, яка відповідає за чоловічість, є областю, що визначає стать, на Y-хромосомі, SRY. SRY активує SOX9, який утворює петлі прямого зв'язку з FGF9 і PGD2 у гонадах, дозволяючи рівням цих генів залишатися достатньо високими, щоб викликати чоловічий розвиток; наприклад, FGF9 відповідальний за розвиток сім'яних канатиків і множення клітин Сертолі, обидва з яких мають вирішальне значення для статевого розвитку чоловіків.
ZW-систему визначення статі, у якій особини чоловічої статі мають ZZ (проти ZW у жіночої статі) статеві хромосоми, можна знайти у птахів, деяких комах (здебільшого в метеликів) і інших організмах. Представники ряду комах Перетинчастокрилі, такі як мурашки і бджоли, часто визначаються гаплодиплоїдією, у якій більшість самців є гаплоїдами, а самиці й деякі стерильні самці є диплоїдами. Однак фертильні диплоїдні самці все ще можуть виникати в деяких видів, таких як Cataglyphis cursor.

### Екологічне визначення
У деяких видів рептилій, таких як алігатори, стать визначається температурою, при якій висиджується яйце. Інші види, такі як деякі равлики, практикують зміну статі: дорослі спочатку є чоловіками, а потім стають жінками. У тропічних риб-клоунів домінуючий індивід у групі стає жінкою, а інші — чоловіками.
У багатьох членистоногих стать визначається зараженням паразитичними ендосимбіотичними бактеріями роду Wolbachia. Бактерія може передаватися тільки через інфіковані яйцеклітини і наявність обов'язкового ендопаразита може бути необхідною для сексуальної життєздатності самки.

## Вторинні статеві ознаки
У видів з двома статями самці можуть відрізнятися від самок не лише виробництвом сперматозоїдів.
У багатьох комах і риб самці менші за розміром ніж самки.
У насінних, які демонструють чергування поколінь, жіноча і чоловіча частини входять до статевого органу спорофіту одного організму.
У ссавців, включно з людьми, самці зазвичай більші за самок[сторінка?].
У людей чоловіки мають більше волосся на тілі і більшу м'язову масу[сторінка?].
У птахів самець часто демонструє різнобарвне оперення, яке приваблює самок[сторінка?].